# 天然少女EX (天然少女EXのアルバム)
『天然少女EX』（てんねんしょうじょエックス）は、天然少女EXのオリジナル・アルバム。1999年11月10日に発売された。キャッチフレーズは『女優11人奇蹟の歌声 ドラマで女優として共演した"天然少女"たちが、今度は歌手としてアルバムで競演した!』。

## 概要
WOWOWテレビドラマ『天然少女萬NEXT-横浜百夜篇』（1999年11月25・26日放映）で共演した新人女優が集結して制作された企画アルバム。
総合プロデューサーはKAZ NAGAOKA、音楽プロデューサーはSONIC DOVE、楽曲提供作家はSONIC DOVE、K@TANA。
若手音楽家だった中田ヤスタカがK@TANAとして、メインソング「夢ならさめないでほしいよ」「Happie Day!」を基本的な編曲状態で楽曲提供、斉藤由貴のシングル「夢の中へ」のヒットで知られていたテクノ・ハウスミュージックのシンガーソングライター崎谷健次郎も楽曲提供、全編曲を仕上げ、SONIC DOVEとして初めてプロデュースした作品である。
天然少女EXのメンバーである新井裕子は「Letting Me」、尾羽智加子は大森祥子と共同で「この海辺に」を作詞担当している。
本作には、4曲が提供されている。天然少女EXのメンバー11人を2 - 4人の4ユニットに分け、酒井彩名と新井裕子は2ユニットに属している。新井は尾羽智加子とデュオを組み、共に作詞曲を歌唱している。リーダー格とあって酒井は一場千秋と共にソロでも歌唱し、カラオケも含めてバラエティー豊かな11曲構成となっている。メンバー全員による歌唱曲はない。

## 収録曲
1. 夢ならさめないでほしいよ
作詞・作曲：K@TANA
編曲：SONIC DOVE・K@TANA
歌：酒井彩名・野村恵里・山川恵里佳
2. Happie Day!
作詞・作曲：K@TANA
編曲：SONIC DOVE・K@TANA
歌：一場千秋・海津知香・松坂紗良
3. Letting Me
作詞：新井裕子
作曲・編曲：SONIC DOVE
歌：酒井彩名・神谷涼・安めぐみ・太田瞳・新井裕子
4. Letting Me（Extended Yokohama Mix）
作詞：新井裕子
作曲・編曲：SONIC DOVE
歌：酒井彩名・神谷涼・安めぐみ・太田瞳・新井裕子
5. 夢ならさめないでほしいよ（AYANA SAKAI Solo Mix）
作詞・作曲：K@TANA
編曲：SONIC DOVE
歌：酒井彩名
6. Happie Day!（CHIAKI ICHIBA Solo Mix）
作詞・作曲：K@TANA
編曲：SONIC DOVE
歌：一場千秋
7. この海辺に
作詞：尾羽智加子・大森祥子
作曲・編曲：SONIC DOVE
歌：尾羽智加子・新井裕子
8. 夢ならさめないでほしいよ（オリジナル・カラオケ）
作曲：K@TANA
編曲：SONIC DOVE・K@TANA
9. Happie Day!（オリジナル・カラオケ）
作曲：K@TANA
編曲：SONIC DOVE・K@TANA
10. Letting Me（オリジナル・カラオケ）
作曲・編曲：SONIC DOVE
11. この海辺に（オリジナル・カラオケ）
作曲・編曲：SONIC DOVE

## 関連作品
- 『天然少女萬NEXT-横浜百夜篇-特別編』（2000年4月5日発売、ポニーキャニオン、PCBG-00108、JAN：4988013087606）